# 4a Divisió SS Polizei
4a Divisió SS Polizei fou una de les 38 divisions que formaren part de les Waffen SS durant la Segona Guerra Mundial. Fou creada el 1939 com a Ordnungspolizei com a policia militar controlada per les SS i el 1942 fou transferida a les Waffen SS com a Panzergrenadier (divisió mecanitzada). Després de diverses escomeses es va rendir a l'exèrcit dels Estats Units el maig de 1945.

## Comandants
- Generalleutnant der Polizei Konrad Hitschler 	(1 Set 1940 - 8 Set 1940)
- SS-Obergruppenführer Karl von Pfeffer-Wildenbruch 	(8 Set 1940 - 10 Nov 1940)
- SS-Gruppenführer Arthur Mülverstadt 	(10 Nov 1940 - 8 Ago 1941)
- SS-Obergruppenführer Walter Krüger 	(8 Ago 1941 - 15 Des 1941)
- Generaloberst der Polizei Alfred Wünnenberg 	(15 Dec 1941 - 17 Abr 1943)
- SS-Brigadeführer Fritz Freitag 	(17 Apr 1943 - 1 Juny 1943)
- SS-Brigadeführer Fritz Schmedes 	(1 Juny 1943 - 18 Ago 1943)
- SS-Brigadeführer Fritz Freitag 	(18 Ago 1943 - 20 Oct 1943)
- SS-Oberführer Friedrich-Wilhelm Bock 	(20 Oct 1943 - 19 Apb1944)
- SS-Brigadeführer Jürgen Wagner 	(19 Apr 1944 - ? maig 1944)
- SS-Oberführer Friedrich-Wilhelm Bock 	(? maig 1944 - 7 maig 1944)
- SS-Brigadeführer Hebert-Ernst Vahl 	(7 maig 1944 - 22 July 1944)
- SS-Standartenführer Karl Schümers 	(22 July 1944 - 16 Ago 1944)
- SS-Oberführer Helmut Dörner	(16 Ago 1944 - 22 Ago 1944)
- SS-Brigadeführer Fritz Schmedes 	(22 Ago 1944 - 27 Nov 1944)
- SS-Standartenführer Walter Harzer 	(27 Nov 1944 - 1 Mar 1945)
- SS-Standartenführer Fritz Göhler 	(1 Mar 1945 - ? Mar 1945)
- SS-Standartenführer Walter Harzer 	(? Mar 1945 - 8 maig 1945)

## Àrea d'operacions
- Alemanya 	(Sep 1939 - maig 1940)
- Luxemburg, Bèlgica & França 	(maig 1940 - Juny 1941)
- Front Oriental, sector nord 	(Juny 1941 - maig 1943)
- Txecoslovàquia & Polònia 	(maig 1943 - Gen 1944)
- Grècia 	(Gen 1944 - Sep 1944)
- Iugoslàvia & Romania 	(Sep 1944 - Oct 1944)
- Hongria 	(Oct 1944 - Dec 1944)
- Txecoslovàquia & Alemanya Oriental 	(Des 1944 - maig 1945)

## Ordre de Batalla

### 1939
- Polizei-Schützen-Regiment 1
- Polizei-Schützen-Regiment 2
- Polizei-Schützen-Regiment 3
- Polizei-Panzerabwehr-Abteilung
- Polizei-Pionier-Battalion
- Radfahr-Kompanie
- Artillery Regiment 300
- Nachrichten-Abteilung 300
- Versorgungstruppen 300

### Després
- SS-Panzergrenadier Regiment 7
- SS-Panzergrenadier Regiment 8
- SS-Artillerie Regiment 4
- SS-Sturmgeschütz-Abteilung 4
- SS-Panzer-Abteilung 4
- SS-Panzerjäger-Abteilung 4
- SS-Flak-Abteilung 4
- SS-Nachrichten-Abteilung 4
- SS-Panzer-Aufklärungs-Abteilung 4
- SS-Pionier-Battalion 4
- SS-Dina 4
- SS-Panzer-Instandsetzungs-Abteilung 4
- SS-Wirtscharfts-Battalion 4
- SS-Sanitas-Abteilung 4
- SS-Polizei-Veterinar-Kompanie 4
- SS-Kriegsberichter-Zug 4
- SS-Feldgendarmerie-Trupp 4
- SS-Feldersatz-Battillon 4

## Nombre d'efectius
- Juny 1941 	17.347
- Des 1942 	13.399
- Des1943 	16.081
- Juny 1944 	16.139
- Des 1944 	9.000